# Hada carminea
Hada carminea är en fjärilsart som beskrevs av Paul Dognin 1912. Hada carminea ingår i släktet Hada och familjen nattflyn. Inga underarter finns listade i Catalogue of Life.